# Caecopilumnus crassipes
Caecopilumnus crassipes is een krabbensoort uit de familie van de Acidopsidae. De wetenschappelijke naam van de soort is voor het eerst geldig gepubliceerd in 1918 door Tesch.